# Pedro Vicente da Fonseca
Pedro Vicente Fonseca, plus connu sous le nom de Pecente, né le 21 janvier 1935, à São Vicente, dans l'État de São Paulo, au Brésil, est un ancien joueur brésilien de basket-ball. Il évolue au poste de meneur.

## Palmarès
- Champion du monde 1959
- 3e des Jeux panaméricains de 1955 et 1959